# Isleworth

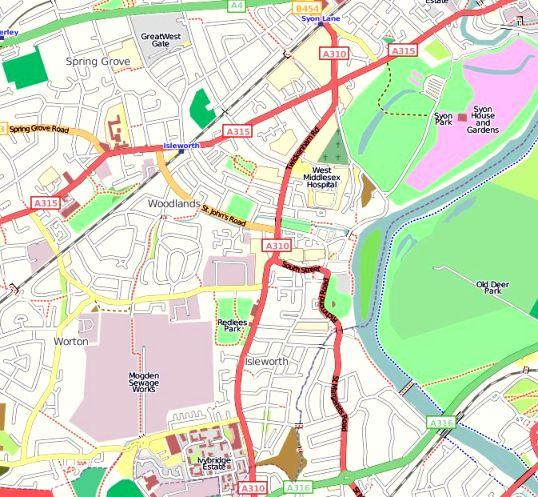
Bản đồ thị trấn Isleworth

Isleworth ( /ˈaɪzəlwɜːrθ/) là một thị trấn nhỏ thuộc Khu Hounslow của Luân Đôn nằm ở phía tây Luân Đôn, Anh. Nó nằm ngay phía đông của thị trấn Hounslow, phía tây sông Thames và nhánh sông Crane. Isleworth là vùng đất định cư lâu đời dọc sông Thames.